# Parco naturale Adamello Brenta
Il parco naturale Adamello Brenta è un'area naturale protetta istituita nel 1967 ed è la più vasta area protetta del Trentino. La sede amministrativa del parco si trova a Strembo (TN), via Nazionale n. 24.

## Storia
Nel 1919 il professor Giovanni Pedrotti, studioso e alpinista di Trento, prova a intraprendere la strada della sensibilizzazione che vorrebbe portasse all’istituzionalizzazione di un parco nazionale nel Trentino Occidentale, ma l’iniziativa non riscontra successo.
Nel 1928, riprende l'idea di parco Gian Giacomo Gallarati Scotti, poiché, dopo studi appassionati e approfondimenti sul campo, intuisce che la salvaguardia dell'orso bruno delle Alpi passa attraverso la tutela del suo habitat naturale. Attraverso l'interessamento dei senatori Cesare Nava e Giberto Borromeo, riesce a sottoporre un dossier ad Alessandro Martelli, all'epoca ministro dell'Economia Nazionale; dopo un iniziale favorevole accoglimento, la pratica rimane lettera morta.
Nel 1929 e nel 1933 Oscar De Beaux, direttore del Museo di Storia Naturale di Genova scrive due accorati appelli affinché l'opinione pubblica prenda coscienza del bisogno di intervenire. Egli fa leva sugli aspetti etici ed ecologici della proposta: «l’orso non appartiene all’uomo e tanto meno ai cacciatori, esso appartiene alle Alpi, come decoro naturale ed integrativo della loro grandiosità, della loro aspra e robusta bellezza!».
Il 1935 è un anno particolare per la salvaguardia dell'orso bruno delle Alpi; Guido Castelli, un autodidatta, dipendente del Museo tridentino di scienze naturali, pubblica il libro L'orso bruno nella Venezia Tridentina, un'opera che, oltre a essere un saggio di qualità, ha il pregio di aver risvegliato l’entusiasmo di un gruppo di persone che hanno voglia di battersi per la causa dell’orso e del parco. Fra questi c’è Fausto Stefenelli, triestino di origine trentina, fondatore insieme a Emilio Comici della Scuola nazionale di alpinismo del Club Alpino Italiano. Presto, ai due, si unisce Gian Giacomo Gallarati Scotti facendo nascere fra i tre amicizia e collaborazione per il raggiungimento del doppio obiettivo: protezione dell'orso e del suo habitat naturale e l'istituzione del Parco Naturale prediligendo lo scopo scientifico.
Fra il 1936 e il 1940 sono numerosi gli articoli che appaiono sui quotidiani e sulle riviste specializzate poiché l'idea di parco a scopo prettamente scientifico non è condivisa da tutti; una fazione, capeggiata dai senatori Carlo Bonardi e Ottorino Carletti prediligono l'istituzione del parco per scopi turistici. Inoltre, fra i trentini, molti intravedono possibili restrizioni e divieti con la nascita della riserva e così si oppongono. Fra questi, il maggior oppositore è Lino Bonomi all'epoca, direttore del Museo tridentino delle scienze naturali di Trento.
Nel 1949 Fausto Stefenelli e nel 1950 Paolo Videsott, propongono al Consiglio regionale del Trentino-Alto Adige due diverse proposte di disegni di legge e relative relazioni per l'istituzione del Parco Nazionale. La Regione opta per proseguire i lavori basandosi sulla proposta di Paolo Videsott il quale, non si limita a voler vedere concretizzarsi l'Adamello-Brenta, ma chiede che il parco si fonda con quello già esistente dello Stelvio e che la direzione passi dal ministero dell'Agricoltura e delle Foreste a un ente locale appositamente preposto. Ministero, Touring club italiano e Club alpino italiano osteggiano il progetto, il primo perché è interessato a non perdere la direzione del Parco Nazionale dello Stelvio, gli altri perché sono ancorati all'idea di far prevalere le motivazioni turistiche a quelle ambientali. Da questo momento, le proposte d'istituzione del Parco subiscono una battuta d'arresto.
Nel 1954, Gian Giacomo Gallarati Scotti, lancia un appello attraverso la rivista Le vie d'Italia del Touring Club Italiano. Egli propone di istituire una zona protetta solo nella Val di Tovel, la sua speranza è che trattandosi di un fazzoletto di terra, tra i 5.000 e i 10.000 ettari, privo di abitazioni, le complicanze burocratiche dovrebbero essere di poco conto e invece, anche questa volta, l'immobilismo ha la meglio.
Il parco viene istituzionalizzato solamente nel 1967 con l'appellativo di "parco naturale Adamello Brenta", a cui nel 1983 - sul versante lombardo - fece complementare seguito il parco regionale dell'Adamello. Il parco ebbe come primo presidente Carlo Eligio Valentini.

## Territorio
Si estende nel Trentino occidentale tra la Val di Non, le Giudicarie e la Val di Sole, su un territorio di oltre 620 chilometri quadrati, che comprende i gruppi montuosi dell'Adamello-Presanella (nel quale si trova uno dei più estesi ghiacciai europei) e delle Dolomiti di Brenta.
Il parco si occupa inoltre di tutelare la qualità delle acque dei numerosi torrenti e degli oltre 80 laghi compresi nell'area, con particolare attenzione al Tovel, noto per la colorazione rossa che le sue acque hanno assunto in certe stagioni di fioritura algare sino al 1964.

## Flora

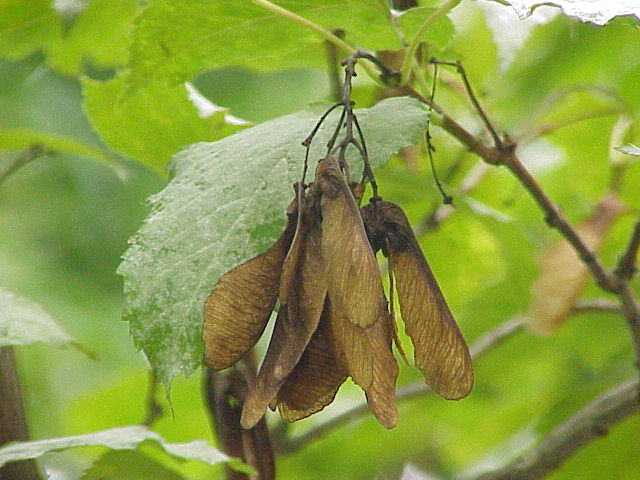
Acero

La ricchezza e la varietà della flora e della vegetazione che si incontrano nel parco naturale Adamello-Brenta non trovano paragoni che in poche altre zone dell'Arco alpino. La presenza di due distinti settori con differenti caratteristiche geologiche (le rocce calcareo-sedimentarie del Gruppo di Brenta e le rocce intrusive cristalline dell'Adamello-Presanella) ha favorito lo sviluppo naturale di endemismi e di associazioni vegetali caratteristiche, e ciò risulta particolarmente evidente nelle fasce vegetazionali al di sopra del limite degli alberi. Dal fondovalle e dalle pendici dei monti ricoperte da vaste foreste, alle praterie alpine in quota dove piante pioniere sfidano le intemperie, il gelo ed i venti e dove gli ultimi fiori si aggrappano tenacemente alle rocce, tutto il paesaggio vegetale del parco è fonte di profondo interesse naturalistico e di grande suggestione visiva.
Circa un terzo della superficie del parco è coperto da boschi e foreste, che nella fascia altimetrica più bassa sono costituiti per lo più da latifoglie. Qui le specie più rappresentative sono l'acero, il corniolo, il sorbo, il nocciolo, il salicone, i carpini, la roverella, l'orniello. Nel soprastante piano montano si trovano ancora le tipiche formazioni di faggeta ed il bosco misto di latifoglie e conifere; queste ultime sono decisamente prevalenti in quanto in passato la selvicoltura ha favorito maggiormente la loro presenza. Dove ciò non è avvenuto, il bosco puro di faggio ha potuto svilupparsi liberamente (val Daone, val Genova e Giudicarie esteriori).
Più in alto si estende la fascia delle conifere – dell'abete rosso, del larice e del pino cembro – che occupa in assoluto la maggior superficie forestale del parco e giunge fino ad una quota di 1900–2000 m. La fascia della pecceta, ossia il bosco d'abete rosso, è inframmezzata dai pascoli e dai campivoli delle malghe. La fascia sommitale della vegetazione arborea è costituita dai lariceti e da sporadiche formazioni di pino cembro. Il larice esprime più di ogni altra specie le caratteristiche di pianta pioniera: si insedia per primo sulle superfici d'alta quota che non sono più soggette a pascolo e sulle aree interessate dalle fasi iniziali di colonizzazione (ghiaioni). Il pino cembro occupa ridotte superfici boscate nei territori del parco a clima più continentale (Val di Fumo e zona del lago delle Malghette).

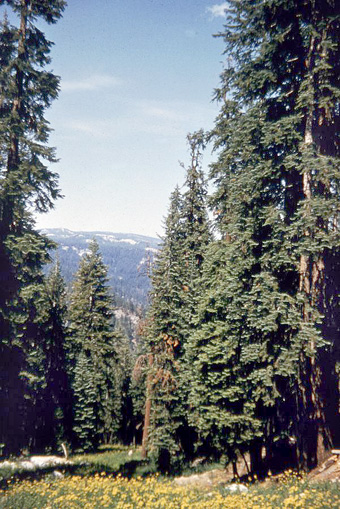
Abete rosso

Le distese a pino mugo e ontano verde si presentano subito sopra la fascia a pascolo, ma colonizzano anche le pendici detritiche.
Sopra il limite della vegetazione arborea incomincia la fascia tundro-artico-alpina, dove gli alberi si fano radi. Qui si incontrano i cosiddetti "arbusti contorti” come il pino mugo ed il rododendro. Salendo ulteriormente ecco gli "arbusti nani" come l'azalea delle Alpi, il camedrio alpino, i salici striscianti, tutti esempi di mirabile adattamento alle particolari condizioni e al clima rigido delle alte quote. Queste specie, infatti, sono caratterizzate da riduzione delle parti legnose aeree, aumento degli apparati radicali, riduzione della superficie fogliare. Abbiamo così raggiunto la fascia delle praterie alpine, popolate da piante erbacee e da una notevole varietà di fiori. Anche tra le fessure e spaccature della roccia si possono osservare rare specie dalla tipica conformazione a cuscinetto.
La straordinaria varietà della flora del parco naturale Adamello Brenta è dovuta alle diversità morfologiche, pedologiche e microclimatiche che caratterizzano quest'area protetta e che sono responsabili della presenza di ambienti e di microambienti assolutamente unici e molto differenti tra loro. Infatti ogni specie vegetale ha esigenze ben precise, quindi sopravvive solo dove le condizioni sono idonee; ciò fa sì che zone a clima, terreno e disponibilità idrica diversi ospitino associazioni vegetali diverse.
Non è solo l'ambiente particolare a determinare le caratteristiche della flora del parco. L'attuale aspetto floristico è il risultato di una serie di equilibri dinamici che si sono instaurati nel corso di millenni fra le piante, l'ambiente circostante e le modificazioni dovute a cause naturali o indotte dall'uomo.
Numerose sono le specie "artico-alpine” che posseggono, sulle Alpi, un areale disgiunto, a seguito delle grandi glaciazioni, rispetto alle zone di provenienza ben più estese. Esempi tipici sono la stella alpina e la linnea borealis, piante di derivazione siberiana presenti sulle Alpi e nel parco in territori geografici limitati, solitamente alle quote più elevate.
La diversa composizione del terreno determina l'insediarsi di differenti associazioni vegetali anche nella zona dei pascoli alpini. Così nel settore calcareo i pascoli sono costituiti dal firmeto (associazione a Carex firma) e dal seslerio-sempervireto (associazione a Carex sempervirens e Sesleria caerulea); nel settore siliceo le associazioni principali sono il festucceto (associazione a Festuca scabriculmis), il curvuleto (associazione a Carex curvula) e il nardeto (associazione a Nardus stricta).

## Fauna

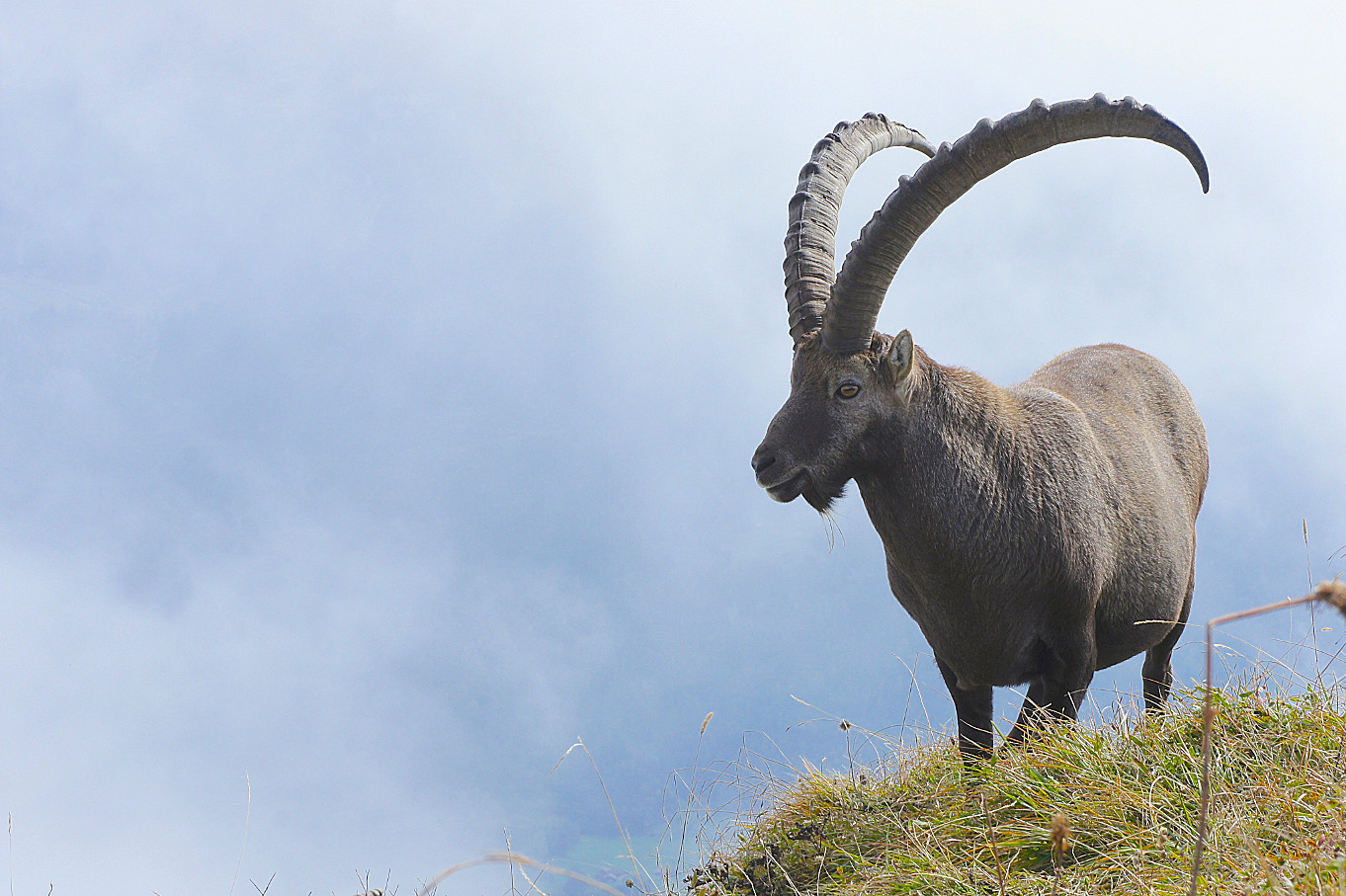
Stambecco

Il parco naturale Adamello Brenta gode di una ricchezza faunistica straordinaria, grazie all'integrità e varietà ambientale del suo territorio.
Nell'area sono presenti tutte le specie caratteristiche delle Alpi, tra le quali spicca l'orso bruno (Ursus arctos arctos), animale simbolo del parco giunto sull'orlo dell'estinzione e oggi in espansione grazie ad un apposito intervento di reintroduzione. Presenti a partire dagli ultimi anni anche gli altri due “grandi carnivori” europei, il lupo (Canis lupus italicus) e la lince (Lynx lynx), seppure in numero non quantificabile, mentre sono ben diffuse la volpe (Vulpes vulpes), il tasso (Meles meles), la faina (Martes foina), la martora (Martes martes), l'ermellino (Mustela erminea) e la donnola (Mustela nivalis). Nelle pendici sud del parco (Giudicarie Esteriori) fototrappole hanno documentato la presenza dello Sciacallo Dorato (canis aureus).
Particolarmente considerevole la presenza degli ungulati (gruppo di mammiferi) altoalpini. Oltre ad una consistente popolazione di camoscio (Rupicapra rupicapra), il parco annovera una colonia di stambecchi (Capra ibex) frutto di un pluriennale progetto di reintroduzione. Tra gli ungulati sono presenti anche il cervo (Cervus elaphus), il capriolo (Capreolus capreolus) ed il muflone (Ovis musimon), quest'ultimo frutto di introduzioni effettuate a partire dagli anni '70 del secolo scorso.
Altrettanto ricca e interessante la presenza di roditori: tra i più diffusi e caratteristici lo scoiattolo (Sciurus vulgaris) e la marmotta (Marmota marmota). Discrete anche le popolazioni dei lagomorfi, lepre comune (Lepus europaeus) e lepre alpina (Lepus timidus).
L'avifauna annovera numerose specie tipiche dell'ambiente alpino: primi tra tutti i galliformi, rappresentati da pernice bianca (Lagopus mutus), coturnice (Alectoris graeca), gallo forcello (Tetrao tetrix), gallo cedrone (Tetrao urogallus) e francolino di monte (Tetrastes bonasia).

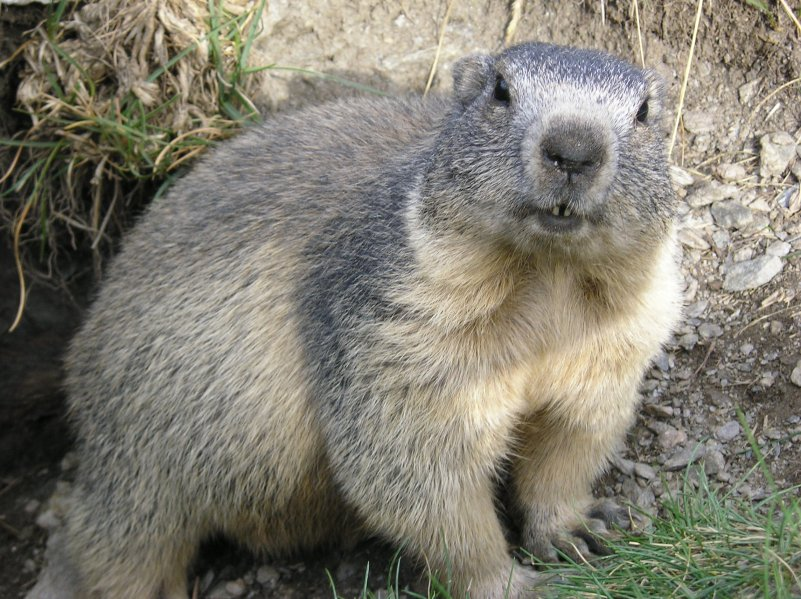
Marmotta

Tra i rapaci, nidificano all'interno del territorio del parco l'aquila reale (Aquila chrysaetos), la poiana (Buteo buteo), l'astore (Accipiter gentilis), lo sparviere (Accipiter nisus), il falco pecchiaiolo (Pernis apivorus) e il gheppio (Falco tinnunculus). Solo occasionale, invece, la presenza del gipeto (Gypaetus barbatus). Di particolare interesse ecologico, oltre ai picidi, sono anche i rapaci notturni, quali l'allocco (Strix aluco), il gufo comune (Asio otus), la civetta capogrosso (Aegolius funereus) e la civetta nana (Glaucidium passerinum).
Per quanto concerne l'erpetofauna, sono da segnalare le specie più tipiche dell'ambiente alpino, le quali mostrano particolari adattamenti alle condizioni ambientali d'alta montagna: tra gli anfibi, il tritone alpestre (Triturus alpestris), la salamandra alpina (Salamandra atra) e la rana di montagna (Rana temporaria); tra i rettili, la lucertola vivipara (Lacerta vivipara), l'aspide (Vipera aspis) e il marasso (Vipera berus).
Per l'ittiofauna, i numerosi laghi e corsi d'acqua dell'area protetta ospitano i rappresentanti tipici delle acque fredde, come il salmerino alpino (Salvelinus alpinus), la trota marmorata (Salmo marmoratus) e la trota fario (Salmo trutta fario).

### Progetto Life Ursus
Su tutto l'arco Alpino, nel corso del XX secolo, le condizioni ottimali vennero meno e la popolazione di orso bruno registrò una lenta e inesorabile diminuzione numerica, fino ad arrivare alla quasi estinzione. All'inizio degli anni novanta la situazione era drammatica: solo nel Trentino occidentale era presente un ultimo nucleo residuo, la cui progressiva riduzione ne lasciava tuttavia intravedere l'imminente estinzione (solo 3 esemplari censiti attraverso analisi genetiche nel 1998). Tale rischio indusse il parco naturale Adamello Brenta, la Provincia autonoma di Trento e l'Istituto Nazionale per la Fauna Selvatica, con il supporto di diversi enti ad avviare, nel 1996 mediante finanziamenti Life dell'Unione europea, il «Progetto Life Ursus – tutela della popolazione di orso bruno del Brenta», un ambizioso progetto di ripopolamento, con l'obiettivo di scongiurare l'estinzione della specie riportando in tempi medio lunghi ad una popolazione di circa 40-50 individui. Nel progetto, presentato anche alla popolazione locale che è stata sottoposta ad un sondaggio, sono state previste linee guida da rispettare nella sua attuazione.

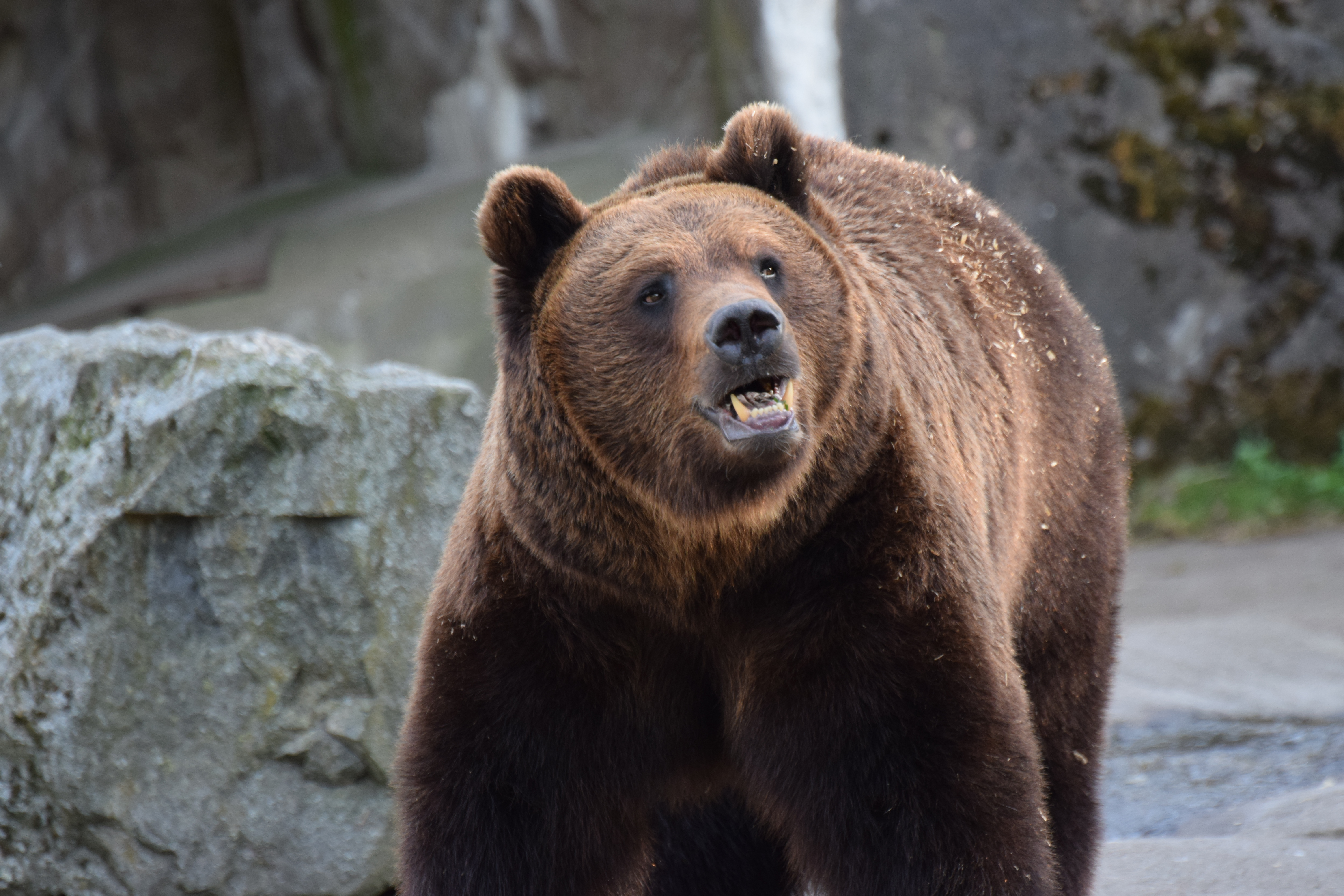
Orso bruno

Tra il 1999 e il 2002 vennero rilasciati 10 orsi (3 maschi e 7 femmine) provenienti dalla Slovenia, di età compresa tra i 3 e i 6 anni. Nel 2002 si ebbe la prima riproduzione accertata dall'inizio del progetto di reintroduzione. Tra il 2002 e il 2007 vi sono stati 13 eventi riproduttivi accertati. A partire dal 2005 si è registrata una maggiore tendenza all'espansione della piccola popolazione, favorita certamente dal discreto numero di soggetti giovani (1,5 - 4 anni d'età) presenti; gli spostamenti hanno interessato province e Stati limitrofi (provincia di Bolzano, Vallarsa, sull'Altopiano di Asiago 7 Comuni in provincia di Vicenza, in provincia di Bergamo, a Magasa, Cadria e Armo in Val Vestino e Tremosine in provincia di Brescia,, sul Monte Baldo veronese, nonché in Austria, Svizzera e Germania) e stanno a indicare un'espansione territoriale di caccia del plantigrado.
Nel rapporto di reintroduzione si stimava che alla fine del 2018 la consistenza del nucleo trentino di orso bruno fosse tra i 60 ed i 78 individui, oltre a tre esemplari custoditi presso il parco faunistico di Spormaggiore. La stima relativa alla presenza del plantigrado nel territorio provinciale secondo i dati del 2023 era di 98 individui.

## Attività
Il parco diventa luogo ideale per attività educative e didattiche sui temi dell'ecologia, delle strategie di conservazione, del mantenimento delle conoscenze sulle tradizioni e dei valori storico-culturali di un territorio, dell'attuazione di politiche condivise e partecipate per lo sviluppo sostenibile. Da ottobre a giugno sono in atto tante proposte di educazione ambientale, avviate dalla sezione didattica del parco.
Le proposte sono suddivise in tre sezioni:
- "case del parco", visite guidate alle case del parco;
- "vivere il parco", attività stanziali nelle foresterie e nei rifugi;
- "il parco a scuola", incontri in classe e uscite sul territorio.